# Día de la Industrialización de África

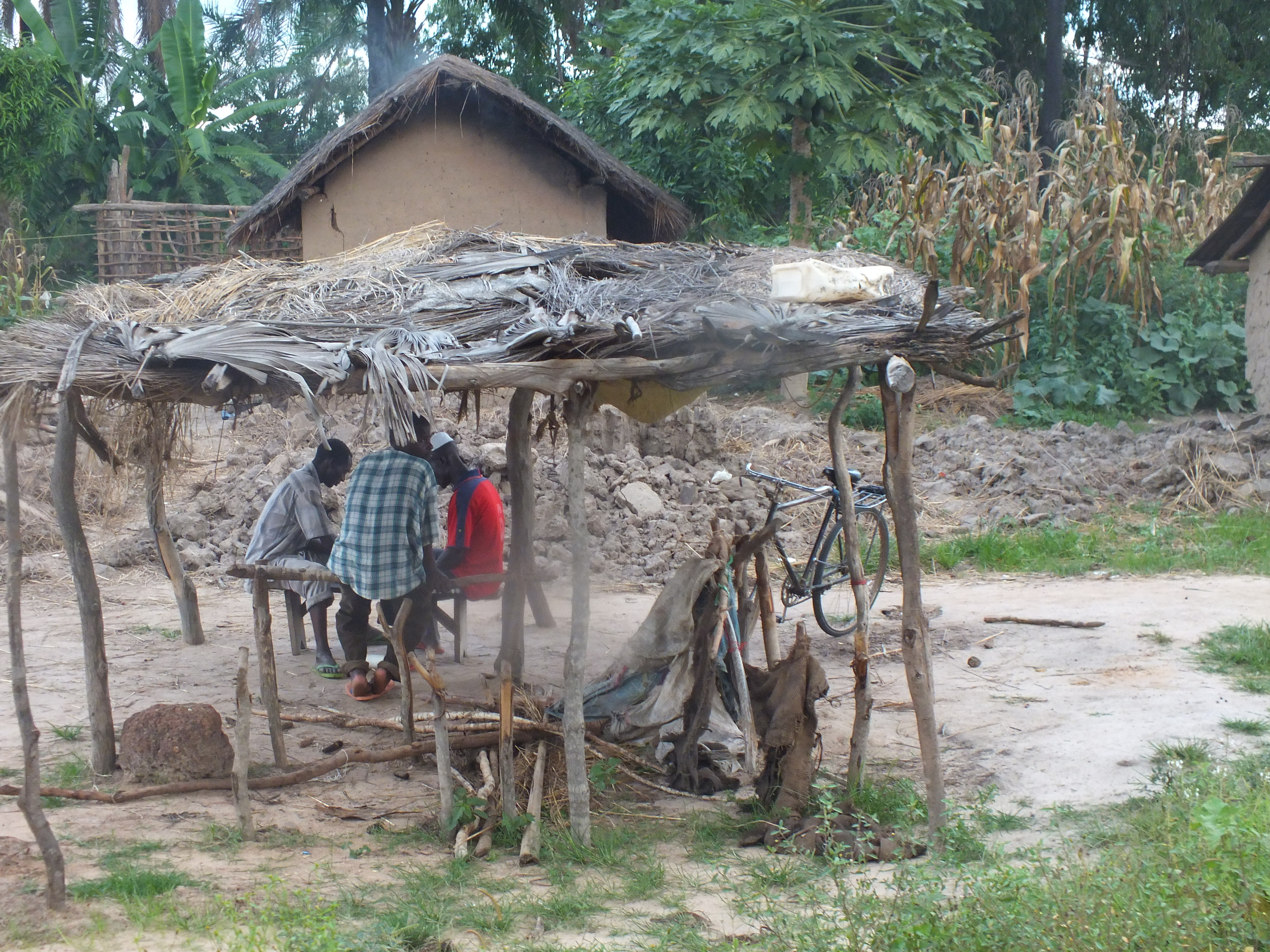

El Día de la Industrialización de África  es una jornada que se celebra cada 20 de noviembre desde 1990, proclamada por la Asamblea General de las Naciones Unidas y la Organización de la Unidad Africana (O.U.A.) en 1989.

## Proclamación
El Día de la Industrialización de África fue proclamado por la Asamblea General de las Naciones Unidas el 22 de diciembre de 1989, a raíz de una iniciativa de la Organización de la Unidad Africana (O.U.A.), durante su 25ª Sesión Ordinaria celebrada en Adís Abeba, Etiopía, en julio de ese mismo año. Esta proclamación se enmarcó en el contexto del Segundo Decenio del Desarrollo Industrial para África (1991-2000), con el objetivo de resaltar la importancia de la industrialización como motor clave para el crecimiento económico sostenible y la reducción de la pobreza en el continente africano. La proclamación buscaba sensibilizar a la comunidad internacional sobre los desafíos que enfrentaba África en su camino hacia la industrialización y movilizar el apoyo global para superar estos obstáculos.

## Celebración
Se celebra cada año el 20 de noviembre, una fecha seleccionada para coincidir con la proclamación realizada durante la Sesión Ordinaria de la O.U.A. en 1989. La primera celebración oficial del día tuvo lugar en 1990. Desde entonces, este día se conmemora con diversas actividades y eventos organizados por el sistema de las Naciones Unidas, gobiernos africanos y organizaciones internacionales. Estas actividades incluyen conferencias, debates y campañas de concienciación que buscan promover políticas y estrategias para acelerar el proceso de industrialización en África. A partir de 2018, las celebraciones se han extendido a una semana completa de eventos, conocida como la Semana de la Industrialización de África, donde se destaca el papel crucial de la industrialización en la transformación económica del continente. La celebración busca movilizar esfuerzos a nivel global y regional para implementar estrategias que impulsen el desarrollo industrial. En este contexto, una de las iniciativas más significativas es la creación de la Zona Continental Africana de Libre Comercio (AfCFTA), que comenzó a operar en 2021. El AfCFTA facilita el comercio intraafricano, reduce la dependencia de la exportación de materias primas, y apoya la diversificación económica esencial para el crecimiento industrial sostenible.

## Temas
- 1995: Human resource development,[6] ('Desarrollo de los recursos humanos')
- 1996: Mobilization of financial resources for industry,[7] ('Movilización de recursos financieros para la industria')
- 1997: Industrial development is a key element of sustainable economic growth,[8] ('El desarrollo industrial es un elemento clave para el crecimiento económico sostenible')
- 1998: Poverty Alleviation through Industry, ('Alivio de la pobreza a través de la industria')
- 1999: From farm to factory for a better future,[9] ('De la granja a la fábrica para un futuro mejor')
- 2000: The New Imperative for Integration into the Global Market: Strengthening Africa's Productive Capacities,[10] ('El nuevo imperativo para la integración en el mercado global: Fortalecimiento de las capacidades productivas de África')
- 2001: The Challenges of Industrialization of Africa for the New Millennium,[11] ('Los desafíos de la industrialización de África para el nuevo milenio')
- 2002: New Information and Communication Technologies (NICT),[12] ('Nuevas Tecnologías de la Información y la Comunicación (NTIC)')
- 2003: Acceleration of Africa's Integration in the Global Economy through Effective Industrialization and Market Access,[13] ('Aceleración de la integración de África en la economía global mediante una industrialización efectiva y acceso a los mercados')
- 2004: Strengthening Productive Capacity for Poverty Reduction within the Framework of NEPAD,[14] ('Fortalecimiento de la capacidad productiva para la reducción de la pobreza en el Marco de la NEPAD')
- 2005: Generación de competitividad en África para lograr un acceso sostenible a los mercados[15]
- 2006: Reducing Poverty through Sustainable Industrial Development, [16]('Reducir la pobreza mediante el desarrollo industrial sostenible')
- 2007: Technology and Innovation for Industry - Investing in People Is Investing in the Futur,[17] ('La tecnología y la innovación al servicio de la industria: Invertir en las personas es invertir en el futuro')
- 2008: Processing of Raw Materials for Sustainable Growth and Development,[18] ('Elaboración de materias primas para un crecimiento y desarrollo sostenible')
- 2009: Industrialization for Integration,[19] ('Industrialización para la integración')
- 2010: Competitive industries for Africa’s development,[20] ('Industrias competitivas para el desarrollo de África')
- 2011: Sustainable Energy for Accelerated Industrial Development,[21] ('Energía sostenible para un desarrollo industrial acelerado')
- 2012: Accelerating industrialization by boosting trade within the continent,[22] ('Acelerar la industrialización mediante el impulso del comercio dentro del continente')
- 2013: The crucial role of job creation and entrepreneurship in eradicating poverty,[23] ('El papel crucial de la creación de empleo y el emprendimiento en la erradicación de la pobreza')
- 2014: Inclusive and Sustainable Industrial Development: African Agro Industry for Food Security,[24] ('Desarrollo industrial inclusivo y sostenible: Agroindustria africana para la seguridad alimentaria')
- 2015: Strengthening small, medium enterprises empowering young people and women,[25] ('Fortaleciendo las pequeñas y medianas empresas, empoderando a los jóvenes y las mujeres')
- 2016: Financing Africa's 'engines of development' to realize continent's potential,[26] ('Financiando los 'motores de desarrollo' de África para realizar el potencial del continente')
- 2017: Links between industrial development and Africa’s moves towards establishing a Continental Free Trade Area (CFTA),[27] ('Vínculos entre el desarrollo industrial y los avances de África hacia el establecimiento de un Área de Libre Comercio Continental (CFTA)')
- 2018: Promoción de cadenas de valor regionales en África: un camino para acelerar la transformación estructural, la industrialización y la producción farmacéutica de África[28][29]
- 2019: African Continental Free Trade Agreement (AfCFTA) will boost regional economic transformation and sustainable development,[30] ('El Acuerdo de Libre Comercio Continental Africano (AfCFTA) impulsará la transformación económica regional y el desarrollo sostenible')
- 2020: Industrialización inclusiva y sostenible en la era del AfCFTA[31]
- 2021: Enfoques y participación de los sindicatos en la industrialización africana y la promoción de la manufactura para la creación de empleos, trabajo decente y desarrollo sostenible[32]
- 2022: Un compromiso renovado para la industrialización y la diversificación económica inclusiva y sostenible[33]
- 2023: Acelerar la industrialización de África mediante el empoderamiento de las mujeres africanas en el proceso de transformación para un mercado integrado[34]